# 夢幻之星 新宇宙
《夢幻之星 新宇宙》（簡稱PSU）是由世嘉公司開發的網絡對應角色扮演遊戲，於2006年8月31日發售PlayStation 2和Windows版，及2006年12月14日發售Xbox 360版。
與美國暴雪娛樂製作的《暗黑破壞神II》一樣，線上和單機的角色資料是分開的。單機遊戲是著重故事性的「故事模式」及「特殊模式」(Windows版需要連達網路)，而線上遊戲則是另須收費的「連線模式」。連線模式本於遊戲發售日(即2006年8月31日)開始服務，但因伺服器開始服務後發生問題，所以順延至2006年9月15日。

## 概要

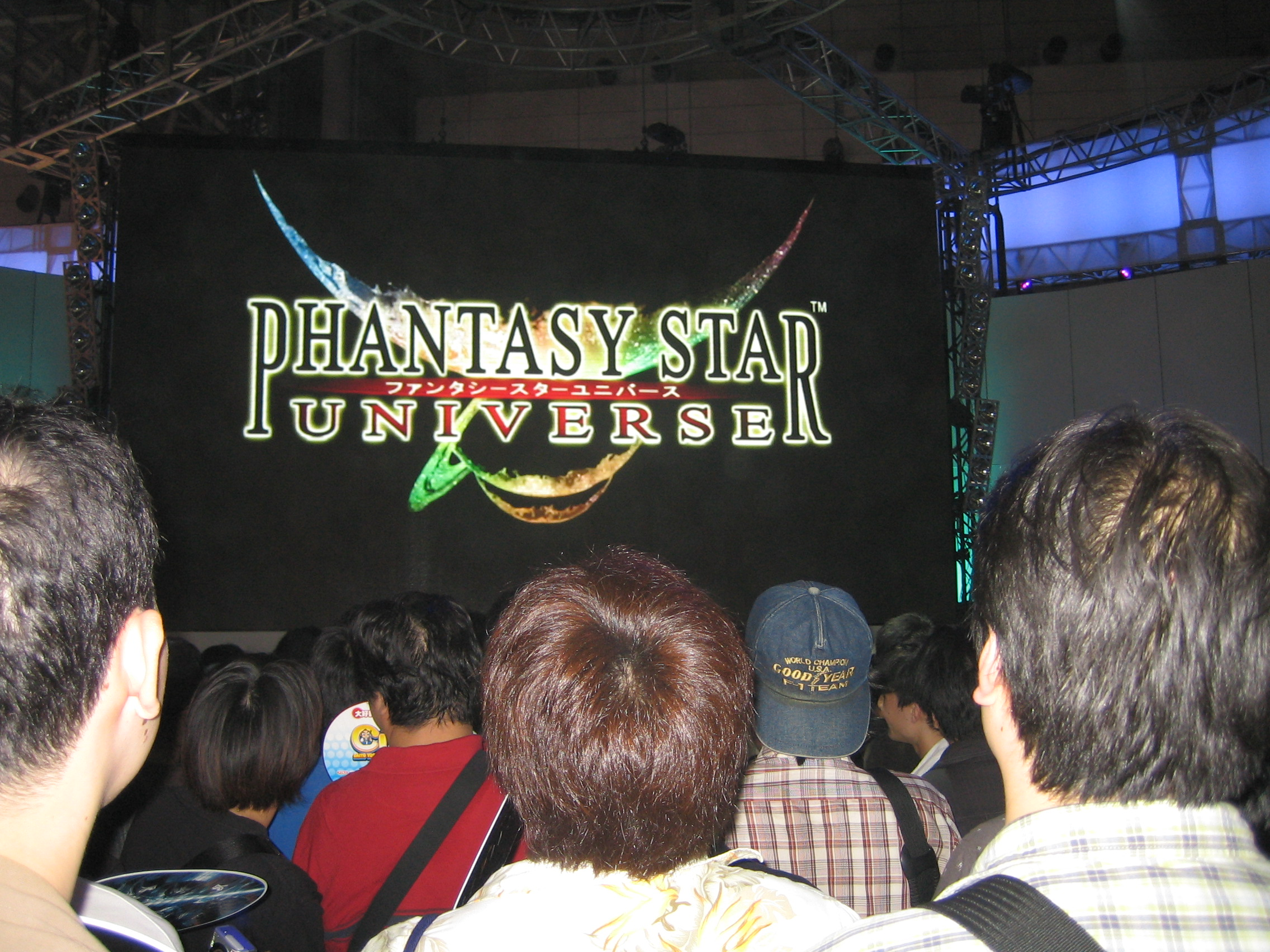
2005東京電玩展，世嘉攤位展示《夢幻之星 新宇宙》

本作是繼續前作《夢幻之星網路版》（PSO）的遊戲系統，是一款全新的「完全的續編」而不是大幅度進化的加強版。遊戲的世界觀與PSO沒有關聯，所以即使沒玩過PSO也能感受遊戲樂趣。被籲為比PSO更接近夢幻之星系列本身的作品。遊戲分為「故事模式」、「特殊模式」及「連線模式」，各個模式略有不同。
遊戲口號為「全部的RPG已成過去」、「你應該守護的東西是什麼？」

## 故事模式
故事模式是單機遊戲模式之一，主角是因為過去某事而討厭守護古拉爾太陽系的行星間警衛組織「守護者聯盟」的「伊森・韋柏」，他因為宇宙生命體「SEED」來襲令他的妹妹露蜜雅身陷危險的契機，成為「守護者聯盟」的一員，與同期的休葛・萊特及教官凱倫・艾拉共同執行任務，「淨化」太陽系外來令生物狂暴化神秘的生命體「SEED」、對抗使用古代毀滅技術的敵對機器人部隊（同盟軍）及宇宙海盜有時既一起又鬥爭的冒險為故事核心的宇宙歌劇式的動作角色扮演遊戲。
故事模式與連線模式的不同之處是伊森的職業而選擇的武器和技巧會比較多，而對敵人攻擊的耐性亦有所提高，這是所謂的「英雄特權」。
連線模式的升級經驗值及貨幣取得量提高，敵人的強度及遊戲的門檻被調低。
故事以章節進行，像日本動畫般，「開場短片」→「開始」→「遊戲」→「片尾落幕」→「下一章預告」→「儲存畫面」，與同公司的另一款受歡迎作品「櫻花大戰」一樣。遊戲時間大約30～40小時，如果以按攻略快速遊戲大約15小時破關。

## 登場人物

### 守護者聯盟
- 伊森·韋柏（配音：關智一）
- 凱倫·艾拉（配音：田中理恵）
- 雷歐吉紐·撤多薩·貝拉霍特（配音：小山力也）
- 休葛·萊特（配音：石田彰）
- 露（配音：川澄綾子）
- 托尼歐·利馬
- 瑪雅·西朵（配音：齊藤梨繪）
- 路卡伊姆·尼維（配音：永井一郎）
- 德索（配音：大塚芳忠）
- 高伍·塔拉基（配音：井上和彦）
- 卡那爾·托姆連因（配音：青野武）
- 奧貝爾·達路岡（配音：小杉十郎太）
- 皮特·GHX-005（配音：永田亮子）

### 古拉爾教團
- 蜜蕾依·密庫那（配音：折笠富美子）
- 伊滋馬·魯茲（配音：速水獎）
- 道基·密庫那（配音：菅生隆之）

### 宇宙海盜
- 阿魯霍特·泰拉（配音：關俊彦）
- 莉娜·司卡亞（配音：永田亮子）
- 諾·波爾（配音：三宅健太）
- 希爾·波爾（配音：姫野恵二）
- 多·波爾（配音：田中英樹）

### 同盟軍
- 連沃魯特·馬葛西（配音：若本規夫）
- 夫魯恩·卡茲（配音：咲野俊介）

### 其他
- 露蜜雅·韋柏（配音：川澄綾子）
- 蕾姆麗雅·諾如菲（配音：能登麻美子）
- 卡拉姆·萊姆（配音：松元惠）
- 哈兒（配音：松元惠 ※同上）

## 主要開發人員
- 首席製作人：中裕司
- 製作人：見吉隆夫
- 監製：酒井智史
- 美術總監：北村耕生
- 程式設計：高橋保裕

## 主題曲
片頭曲
『Save This World』
- 作詞：橋本寛
- 作曲：小林秀聰
- 編曲：Philippe Saisse
- 主唱：Kelli Sae

片尾曲
『With You』
- 作詞：熊谷文恵
- 對譯：橋本寛
- 作曲/編曲：熊谷文恵、床井健一
- 主唱：Lita Harvey

『For Brighter Day』
- 作詞：熊谷文恵
- 對譯：橋本寛
- 作曲/編曲：熊谷文恵、床井健一
- 主唱：Philippe Saisse Acoustique Trio featuring Kelli Sae

## 外部連結
- 夢幻之星 新宇宙 官方網站
- （日語）遊戲介紹網頁（世嘉公司） （页面存档备份，存于）
- （日語）夢幻之星 新宇宙 開發者日記
- （日語）見吉隆夫的裏日記 （页面存档备份，存于）
- （日語）PSU-Wiki （页面存档备份，存于）